# Cathédrale Sainte-Anne de Dori
Cette  cathédrale n’est pas la seule cathédrale Sainte-Anne.
La cathédrale Sainte-Anne de Dori au Burkina Faso est la cathédrale du diocèse de Dori.